# Дворецький Ігор Володимирович
Дворецький Ігор Володимирович – член наглядової ради та акціонер «Індустріалбанку». Є головним спонсором міста Запоріжжя, активно займається благодійністю, при цьому Ігор Дворецький залишається безпартійним та аполітичним. Член опікунської ради Єврейської конфедерації України. Одружений, виховує четверо дітей.
Біографія
Народився 21 лютого 1973 року в м. Єлізово Камчатської області, Росія. Закінчив Дніпродзержинський індустріальний інститут за спеціальністю інженер-промтеплоенергетик. По 1996 рік працював за спеціальністю на металургійних підприємствах України. З 1996 року обіймав керівні посади у комерційних банках Івано-Франківської області, а потім у Запоріжжі. В 1999 був обраний членом наглядової ради ВАТ "Запоріжсталь". З 2000 року є членом наглядової раді [ Індустріалбанку ]. Банк часто кредитує міський бюджет Запоріжжя, а також обслуговує рахунки комунальних підприємств міста. Станом на 1 серпня 2021 року Індустріалбанк, за даними Нацбанку, має 4,7 млрд грн активів. Розмір капіталу становить 1,2 млрд. грн., зобов'язання – 3,4 млрд. грн. Ігор Дворецький та його дружина Ганна вказані як особи з прямою суттєвою участю.
Капітал
У 2011 році Ігор Дворецький потрапив до журналу Forbes, на 33 місце у списку найбагатших українців ($287 млн). У свою чергу видання "Фокус" визначило бізнесмену 35 місце у рейтингу "200 найбагатших людей України" з капіталом у $590 млн. У 2015-му "Фокус" поставив Ігоря Дворецького на 49 місце у списку багатіїв України зі статком $150 млн. У 2019 році Ігор Дворецький зайняв 77 місце в рейтингу видання «Фокус» , його статки оцінили у $107 млн. У 2020 році Ігор Дворецький посів 38 місце в рейтингу видання «Фокус», з капіталом у $271 млн. млрд. У 2022 році капітал Ігоря Дворецького складає понад $1 млрд.